# Franklin Archibold
Franklin Erasmo Archibold Castillo (* 24. August 1997 in David) ist ein panamaischer Radrennfahrer.

## Sportlicher Werdegang
Archibold stammt aus einer radsportbegeisterten Familie, spielte in seiner Jugend aber lieber Fußball. Erst mit 15 Jahren wandte er sich dem Radsport zu.
2014 war er Dritter der Landesmeisterschaften im Straßenrennen der Junioren. In der U23 steigerte er sich, gewann mehrere Landesmeistertitel in Elite und U23 sowie etliche Etappen von Rennen des nationalen Kalenders wie der Panama-Rundfahrt und der Vuelta a Chiriquí. Als starker Bergfahrer erhielt er von der heimischen Presse den Spitznamen El Águila („der Adler“) oder auch „Adler von Chiriquí“. 2018 machte er einen Lehrgang beim Centre Mondial du Cyclisme und nahm mit dessen Mannschaft an französischen Nachwuchsrennen wie der Tour de l’Avenir teil.
Auch in der Folge war Archibold wiederholt bei Rennen in Panama und in Zentralamerika erfolgreich. Bis einschließlich 2024 war er zweimal Landesmeister im Straßenrennen (2021, 2024) und viermal im Einzelzeitfahren (2017, 2018, 2022 und 2024). Zu seinen größten Erfolgen zählen wiederholte Siege bei den Zentralamerika-Meisterschaften und zwei Medaillen bei den Panamerika-Meisterschaften (2021, 2024), womit er der erste panamaische Fahrer überhaupt war, der eine Elite-Medaille bei diesen Meisterschaften gewann. Archibold vertrat Panama in den Straßenradsport-Weltmeisterschaften 2021. Der panamaische Radsportverband nominierte ihn für das olympische Straßenrennen 2024, das er auf dem 67. Platz abschloss.

## Erfolge
2016
 Panamaischer Meister – Straßenrennen (U23)
2017
 Panamaischer Meister – Einzelzeitfahren
 Zentralamerikaspiele – Straßenrennen
2018
 Panamaischer Meister – Einzelzeitfahren
 Panamaischer Meister – Straßenrennen (U23)
2020
 Zentralamerika-Meisterschaften – Straßenrennen, Einzelzeitfahren
2021
 Zentralamerika-Meister – Einzelzeitfahren
 Panamaischer Meister – Straßenrennen
 Panamerika-Meisterschaften – Einzelzeitfahren
2022
 Zentralamerika-Meister – Einzelzeitfahren
 Panamaischer Meister – Einzelzeitfahren
zwei Etappen Vuelta a Guatemala
eine Etappe Vuelta Ciclista a Costa Rica
2024
 Panamaischer Meister – Straßenrennen, Einzelzeitfahren
 Panamerika-Meisterschaften – Einzelzeitfahren
 Zentralamerika-Meister – Straßenrennen, Einzelzeitfahren, Mannschaftszeitfahren